# Doca do Cavacas

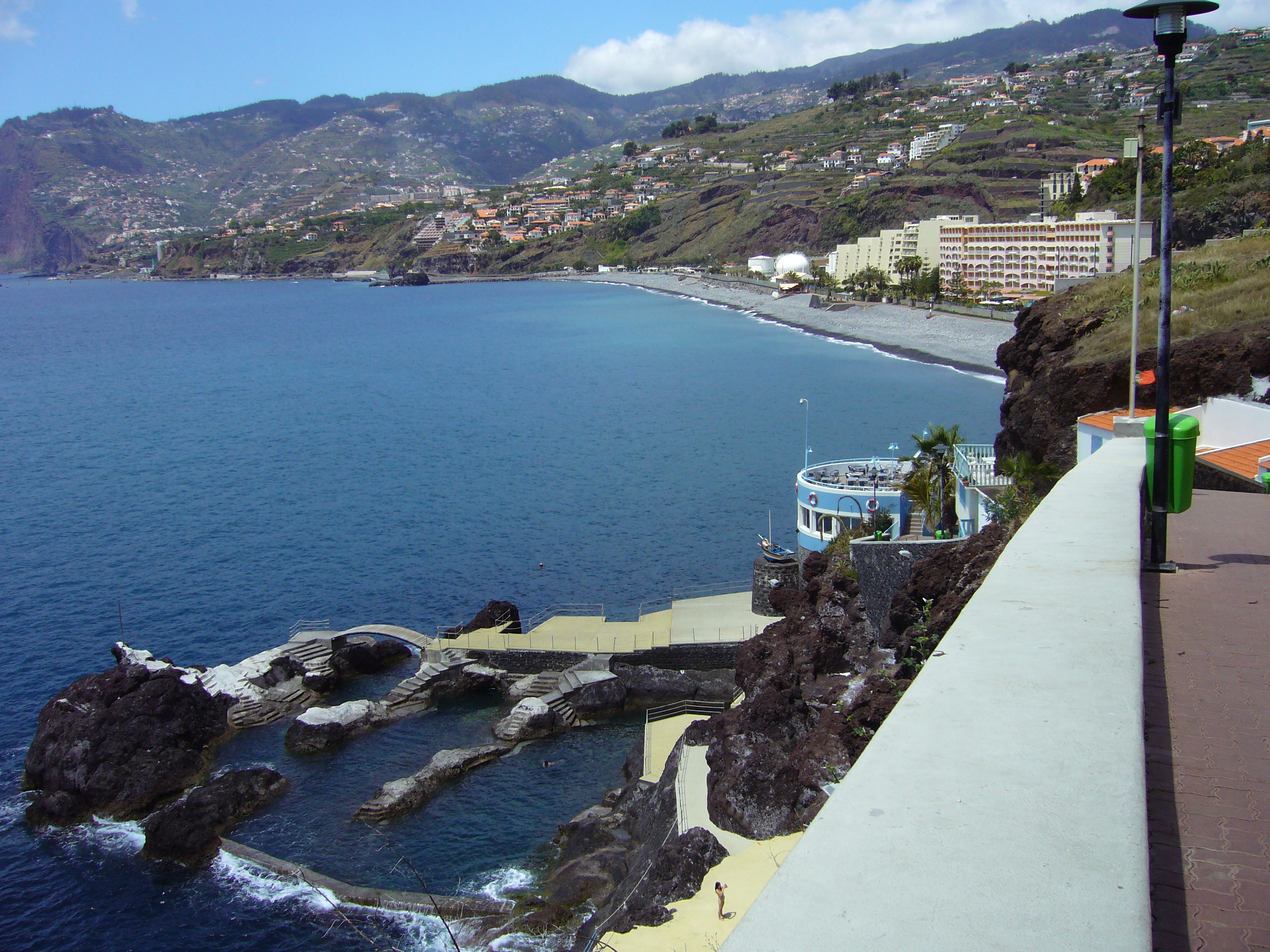
Pohled na lázně a restauraci shora z pobřežního chodníku. Snímek z roku 2007

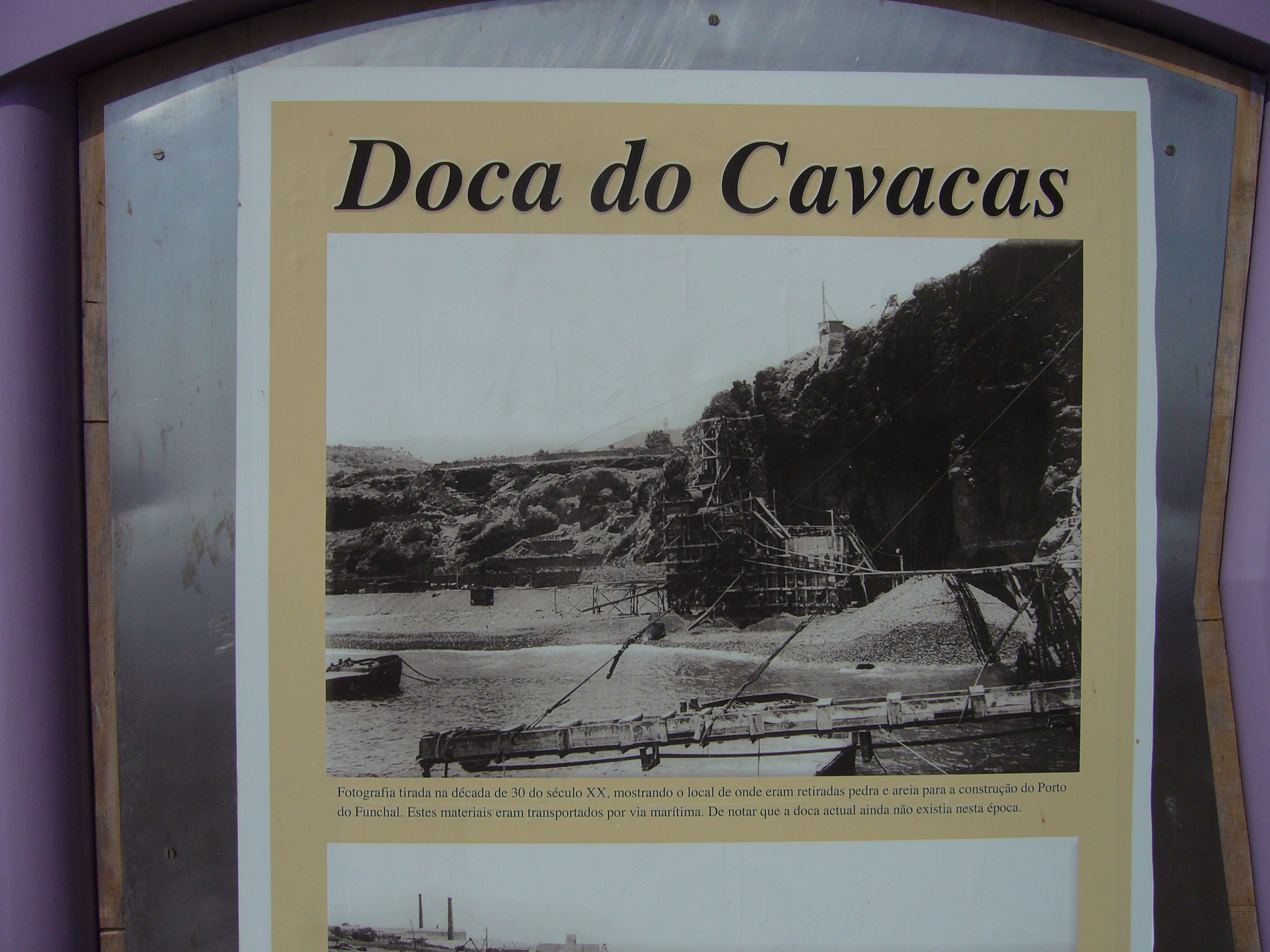
Foto na plakátu u vstupu do tunelu je z 30. let

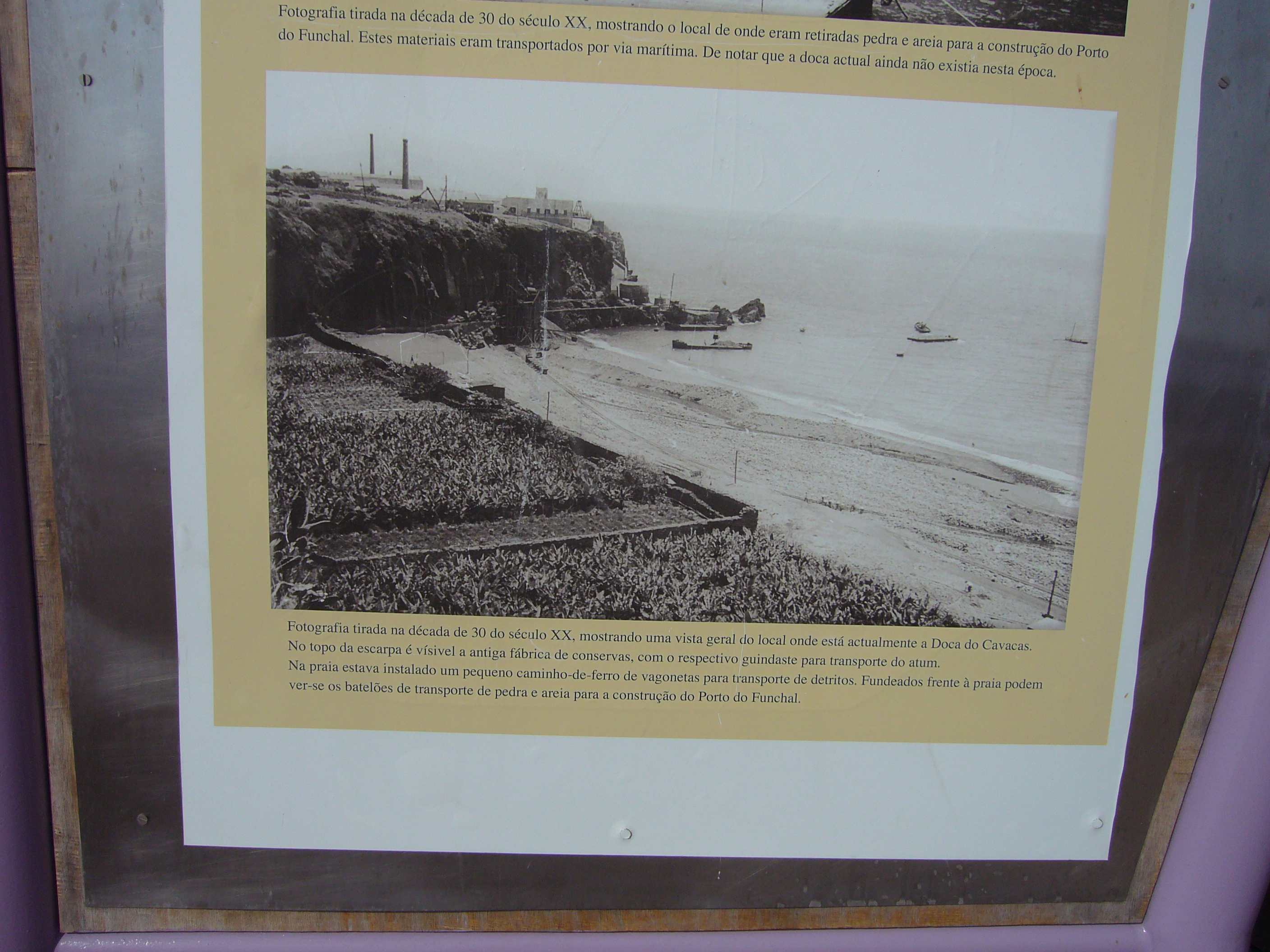
Foto u vstupu do tunelu, nahoře dva komíny konzervárny

Doca do Cavacas je místo ve Funchalu, kde je vyhlášená restaurace a lázně z lávových bazénků (do roku 2007 byl vstup zdarma). Lázně jsou známy i pod názvem Poça do Gomes. Místo se nachází mezi Ponta da Cruz a Praia Formosa. Z lázní můžeme při pohledu na skálu směrem k Funchalu vidět podivnou cihlovou stavbu. Ta ukrývá potrubí, jímž se kdysi vypouštěl do moře odpad z rybí konzervárny, která byla na pláni nad Doca do Cavacas. Konzervárna od počátku 20. století zpracovávala tuňáky.
Dnes přes Doca do Cavacas vede pobřežní chodník, který začíná na funchalském Lidu a je plánován až do Câmara de Lobos. Za Doca do Cavacas chodník prochází asi 100 m dlouhým tunelem.
Ve třicátých létech dvacátého století byl na Doca do Cavacas těžen kámen pro stavbu funchalského přístavu. Po pláži Praia Formosa byla vedena úzkokolejná trať pro přepravu štěrku. Štěrk byl nakládán do vlečných člunů a dál dopravován po vodě. Historii dokládají dvě fotografie vystavené u vstupu do tunelu.